# Jezus syn Gamaliela
Jezus syn Gamaliela, Jozue syn Gamalasa (hebr. Jehoszua ben Gamla) (zm. 68) – arcykapłan w latach 63-65.
W 63 roku został mianowany arcykapłanem przez Heroda Agryppę II. Zastąpił na tym urzędzie Jezusa syna Damnajosa.
Spośród arcykapłanów z I wieku n.e. jako jedyny nie został potępiony przez Talmud. Jego pozytywny portret kreśli również Józef Flawiusz.
Założył pierwszą sieć szkolną, utworzoną dla kształcenia małych dzieci. Wcześniej edukację była obowiązkowa dla chłopców w wieku 16-17 lat. Jezus obniżył ten próg do 6-7 lat.